# 手代町 (名古屋市)
手代町（てだいまち）は、愛知県名古屋市東区の地名。

## 地理
北側で建中寺前裏町に、西は水筒先町、東は車道町に接する。

## 歴史

### 地名の由来
作事方および水道方の屋敷地があったことによる。

### 沿革
- 江戸時代 - 名古屋城下町に手代町として所在[4]。
- 1878年（明治11年）12月20日 - 名古屋区成立に伴い、同区手代町となる[4]。
- 1889年（明治22年）10月1日 - 名古屋市成立に伴い、同市手代町となる[4]。
- 1908年（明治41年）4月1日 - 東区に編入され、同区手代町となる[4]。
- 1941年（昭和16年）12月10日 - 往還町との境界を変更し、一部が水筒先町に編入される[4]。
- 1981年（昭和56年）9月13日 - 全域が筒井二丁目に編入され、消滅[4]。

### 字一覧
1932年（昭和7年）愛知県教育会発行『明治十五年愛知県郡町村字名調』による名古屋区手代町の字。
- 新道（しんみち）[5]
- 通玄山（つうげんやま）[5]
- 池（いけ）ノ端（ばた）[5]